# Revuelta de Tompkinks Square Park de 1988
La revuelta de Tompkins Square Park ocurrió el 6 y 7 de agosto de 1988 en Tompkins Square Park, situado en los barrios de East Village y Alphabet City enManhattan, Nueva York. Grupos de "traficantes de drogas, personas sin hogar y jóvenes conocidos como okupas y punks" se habían apoderado en gran medida del parque. Las comunidades de East Village y Alphabet City estaban divididas sobre qué hacer al respecto. El órgano de gobierno local, el Manhattan Community Board 3, recomendó, y el Departamento de Parques impuso un toque de queda a la 1 de la madrugada para el parque, que antes estaba abierto las 24 horas, en un intento de recuperar el control. El 31 de julio, en una concentración de protesta contra el toque de queda se produjeron varios enfrentamientos entre manifestantes y policías.
El 6 de agosto se celebró otra manifestación, en la que la policía cargó contra una multitud de manifestantes y se produjeron disturbios. Transeúntes, activistas, policías, vecinos y periodistas se vieron envueltos en los disturbios. A pesar de una breve pausa en los enfrentamientos, la reyerta continuó hasta las 6 de la mañana del día siguiente. El alcalde Ed Koch anuló temporalmente el toque de queda. El vecindario, previamente dividido sobre cómo tratar el parque, fue unánime en su condena de las acciones de mano dura de la policía.
Tras los disturbios se presentaron más de 100 denuncias de brutalidad policial. Se culpó en gran medida a la mala gestión policial y el comandante de la comisaría responsable fue privado de su cargo durante un año. En un editorial titulado "Sí, un motín policial", The New York Times elogiaba al comisario Benjamin Ward y al Departamento de Policía de Nueva York por su franqueza en un informe que confirmaba lo que las omnipresentes imágenes de los medios de comunicación dejaban claro: la policía de Nueva York fue responsable de incitar un motín.